# Swoszowice (městská část)
Swoszowice (polsky Dzielnica X Swoszowice) je jedna z městských částí Krakova. Do roku 1990 spadala administrativně pod čtvrť Podgórze. K 31. prosinci 2007 žilo v Swoszowicích 19 075 obyvatel. Rozloha městské části činí 2289,8 ha.

### Externí odkazy

Městská část X Swoszowice